# Donatella Versace
Donatella Versace (født 2. maj 1955) er en italiensk modedesigner. Hun er søster til den afdøde Gianni Versace, som er skaber til mærket Versace. 
Et år og 3 dage efter sin broders død, holdt hun sit første couture-modeshow for Versace. Modeshowets gang foregik over en swimmingpool, som hendes bror Gianni havde gjort ved hvert modeshow.